# Toninho Cerezo
Toninho Cerezo (født 21. april 1955) er en brasiliansk fodboldspiller.

## Brasiliens fodboldlandshold
| Brasiliens landshold | Brasiliens landshold | Brasiliens landshold |
| År                   | Kmp                  | Mål                  |
| -------------------- | -------------------- | -------------------- |
| 1977                 | 11                   | 2                    |
| 1978                 | 11                   | 0                    |
| 1979                 | 2                    | 0                    |
| 1980                 | 6                    | 1                    |
| 1981                 | 13                   | 2                    |
| 1982                 | 9                    | 0                    |
| 1983                 | 0                    | 0                    |
| 1984                 | 0                    | 0                    |
| 1985                 | 5                    | 0                    |
| Total                | 57                   | 5                    |